# Igé, Saône-et-Loire
Igé là một xã ở tỉnh Saône-et-Loire, vùng region Bourgogne của Pháp. Theo điều tra dân số năm 1999, dân số là 770 người.
 Ước tính dân số năm 2007 là 866 người.